# Campylocheta umbrinervis
Campylocheta umbrinervis là một loài ruồi trong họ Tachinidae.